# Jadro
Il Jadro è un fiume lungo circa 4 chilometri che scorre in Dalmazia e che sfocia nel Mare Adriatico.
La parte iniziale del fiume Jadro e la sua sorgente sono un'area naturale protetta soprattutto per la presenza di una specie endemica di trota illirica minacciata dall'introduzione della trota iridea nel suo habitat.
Il Jadro attraversa le città di Salona, Castelli e Traù e in passato, attraverso un acquedotto romano, forniva l'approvvigionamento idrico all'antica città racchiusa nel Palazzo di Diocleziano (parte dell'odierna città di Spalato).